# Mozhan Marnò

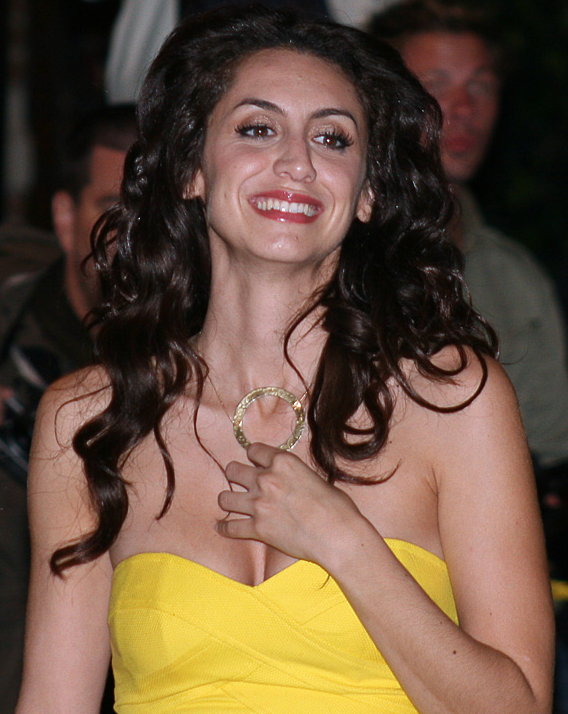
Mozhan Marnò (2008)

Mozhan Marnò (* 3. Mai 1980 in Los Angeles, Kalifornien) ist eine US-amerikanische Schauspielerin iranischer Abstammung.

## Leben und Werk
Mozhan Marnò besuchte das Internat der Phillips Academy in Andover im US-Bundesstaat Massachusetts. Ihren Bachelor-Abschluss in französischer und deutscher Komparatistik machte sie am Barnard College der Columbia University und ihren Master of Fine Arts an der Yale School of Drama. Sie lebte zudem in Frankreich, Deutschland, Schweden sowie Argentinien und spricht  Englisch, Deutsch, Französisch sowie Persisch. Derzeit lebt sie in Brooklyn, New York.
In der Netflix-Serie House of Cards spielte sie von 2014 bis 2015 die Reporterin Ayla Sayyad. Weiterhin war sie von 2014 bis 2019 in The Blacklist die Hauptrolle der Mossad-Agentin Samar Navabi.
Darüber hinaus lieh sie 2011 in dem Videospiel The Elder Scrolls V: Skyrim den Figuren Mirabelle Ervine und Namira ihre Stimme.

## Filmografie (Auswahl)

### Filme
- 2006: Der Krieg des Charlie Wilson (Charlie Wilson’s War)
- 2008: Der Börsen-Crash August
- 2008: Traitor
- 2009: The Stoning of Soraya M.
- 2014: A Girl Walks Home Alone at Night
- 2021: iGilbert

### Serien
- 2006: The Unit – Eine Frage der Ehre (The Unit, Folge 1x06)
- 2006: Standoff (Folge 1x05)
- 2007: Shark (Folge 2x01)
- 2009: Medium – Nichts bleibt verborgen (Medium, Folge 5x12)
- 2010: Bones – Die Knochenjägerin (Bones, Folge 5x05)
- 2009, 2011: The Mentalist (2 Folgen)
- 2014, 2019: Madam Secretary (Folgen 1x01 und 6x01)
- 2014–2015: House of Cards (11 Folgen)
- 2014–2019, 2022: The Blacklist (104 Folgen)
- 2019: The Affair (3 Folgen)
- 2020: Ramy (Folge 2x09)
- 2021: Maid (2 Folgen)
- 2022: Pam & Tommy (3 Folgen)
- 2022: Fleishman Is in Trouble (5 Folgen)
- 2024: Law & Order (23x04)
- 2025: Zero Day (Miniserie)